# Bos- en pijpenmuseum
Het Bos- en pijpenmuseum is een klein museum in de Pollismolen in Opitter in de Belgische provincie Limburg.
In dit museum vindt men een maquette die de geologie van de streek, waaronder het Itterdal, belicht. Er is een verzameling opgezette dieren te zien, en ook de plantenwereld van de omgeving wordt gepresenteerd. Ook is er een collectie pijpen, die vervaardigd zijn door de pijpenfabriek Knoedgen te Bree, die bestaan heeft van 1850 tot na 1979.
Het bosmuseum is tegenwoordig omgevormd tot een interactief museum voor kinderen, onder de naam Wipobos.